# Antti Juhani Niemi
Antti Juhani Niemi (* 1956) ist ein finnischer theoretischer Physiker.
Niemi wurde 1983 am Massachusetts Institute of Technology promoviert. Als Post-Doktorand war er drei Jahre am Institute for Advanced Study. Er war Assistant Professor an der Ohio State University und Gastprofessor an der University of California, Berkeley (Lawrence Berkeley Laboratory), war Professor an der Universität Helsinki (und Direktor des Instituts für Teilchenphysik an der Technischen Universität Helsinki) und forschte gleichzeitig am CERN, bevor er Professor an der Universität Uppsala wurde. Außerdem ist er seit 2005 Forschungsdirektor des französischen CNRS in Tours.
2003 bis 2008 hatte er eine Teilzeitprofessur am Chern-Institut für Mathematik in Nankai. 2012 erhielt er eine Teilzeitprofessur an der Technischen Hochschule Peking (Beijing Institute of Technology).
1983 entdeckte er mit Gordon W. Semenoff die quantenmechanische Paritätsverletzung (Paritätsanomalie) von Eichtheorien mit Fermionen in ungeraden Dimensionen der Raum-Zeit (und bei ungerader dualer Coxeterzahl der Eichgruppe). Unabhängig gelang das A. Norman Redlich. Niemi befasste sich mit Quantenfeldtheorie und Solitonen (Knotenstrukturen von Solitonen, mit Ludwig Faddejew). Später befasste er sich mit Proteinfaltung.
Er ist Mitglied der Königlich Schwedischen Akademie der Wissenschaften und erhielt 1994 den Göran Gustafsson Preis.

## Schriften (Auswahl)
Außer die in den Fußnoten zitierten Arbeiten.
- mit Semenoff: Finite Temperature Quantum Field Theory in Minkowski Space, Annals of Physics, Band 152, 1984, S. 105
- mit Semenoff: Thermodynamic Calculations in Relativistic Finite Temperature Quantum Field Theories, Nuclear Physics B, Band 230, 1984, S. 181
- mit Semenoff: Quantum holonomy and the chiral gauge anomaly, Phys. Rev. Lett., Band 55, 1985, S. 927
- mit Semenoff: Index theorems on open infinite manifolds, Nucl. Phys. B, Band 269, 1986, S. 131–169
- mit Semenoff: Fermion Number Fractionization in Quantum Field Theory, Physics Reports, Band 135, 1986, S. 99
- mit L. Faddeev: Stable knot-like structures in classical field theory, Nature, Band 387, 1997, S. 58–61 (bei Arxiv unter Knots and particles)
- mit L. Faddeev: Partially dual variables in SU (2) Yang-Mills theory, Physical Review Letters, Band 82, 1998, S. 1624–1627
- mit L. Faddeev: Partial duality in SU (N) Yang-Mills theory, Phys. Lett. B, Band 449, 1999, S. 214–218
- mit L. Faddeev: Decomposing the Yang-Mills field, Phys. Lett. B, Band 464, 1999, S. 90–93
- mit E. Langmann: Towards a string representation of infrared SU (2) Yang-Mills theory, Physics Letters B, Band 463, 1999, S.  252–256
- mit E. Babaev, L. Faddeev: Hidden symmetry and knot solitons in a charged two-condensate Bose system, Phys. Rev. B, Band 65, 2001, S. 100512(R)–100515(R)
- mit L. Faddeev: Aspects of electric and magnetic variables in SU (2) Yang-Mills theory, Phys. Lett. B, Band 535, 2002, S. 195–200
- mit L. Faddeev: Spin-charge separation, conformal covariance and the SU (2) Yang–Mills theory, Nuclear Physics B, Band 776, 2007, S. 38–65